# دوئن کورتنی
دوئن کورتنی (انگلیسی: Duane Courtney؛ زادهٔ ۷ ژانویهٔ ۱۹۸۵) بازیکن فوتبال اهل بریتانیا است.
از باشگاه‌هایی که در آن بازی کرده‌است می‌توان به باشگاه فوتبال یورک سیتی، باشگاه فوتبال ردیچ یونایتد، باشگاه فوتبال کوربی تاون، باشگاه فوتبال کیدرمینستر هاریرس، باشگاه فوتبال نیو سنتس، باشگاه فوتبال تلفورد یونایتد، باشگاه فوتبال آلفرتون تاون، باشگاه فوتبال تاموورث، و باشگاه فوتبال برنلی اشاره کرد.